# الیا اینترلود
الیا باخ (به انگلیسی: Aliyah Bah؛ زادهٔ ۱۰ مهٔ ۲۰۰۳) که بیشتر با نام هنری الیا اینترلود (به انگلیسی: Aliyah's Interlude) شناخته می‌شود، اینفلوئنسر و رپر آمریکایی می‌باشد. وی فعالیت خود را در تیک‌تاک در سال ۲۰۲۰ آغاز کرد و در سال ۲۰۲۲ به‌خاطر زیبایی‌شناسی مد خودش که به‌طور آنلاین با نام الیاکر شناخته می‌شد، در این پلتفرم معروف و سرشناس شد. وی در سال ۲۰۲۳ نخستین تک‌آهنگ خود را تحت عنوان «اون دختره» منتشر کرد که در تیک‌تاک وایرال نیز شد.

## زندگی شخصی
باخ از گریس جونز، ویوین وست‌وود، زندایا و آوریل لوین به‌عنوان بزرگ‌ترین نمادهای سبکی خود یاد می‌کند. همچنین تحت‌تأثیر ایسا رای و کیکه پالمر نیز قرار گرفته‌است. وی از سال ۲۰۲۳ تاکنون در نیویورک زندگی می‌کند. او همه‌جنس‌گرا می‌باشد.